# Нижня Добринка (Камишинський район)
Нижня Добринка (рос. Нижняя Добринка) — село у Камишинському районі Волгоградської області Російської Федерації.
Населення становить 994  особи. Входить до складу муніципального утворення Нижнєдобринське сільське поселення.

## Історія
Село розташоване у межах українського історичного та культурного регіону Жовтий Клин.
Згідно із законом від 5 березня 2005 року № 1022-ОД органом місцевого самоврядування є Нижнєдобринське сільське поселення.

## Населення
| 2010 | 2012  | 2013  | 2014  | 2015  | 2016  | 2017 |
| ---- | ----- | ----- | ----- | ----- | ----- | ---- |
| 1091 | ↘1078 | ↘1063 | ↘1046 | ↘1025 | ↘1007 | ↘994 |